# برادس
برادس (بالإنجليزية: Brades)‏ وتعرف أيضا بـ«بريدز إستيت» (بالإنجليزية: Brades Estate)‏، عقارات براديس)، هي قرية  في مونتسيرات وتعتبر عاصمتها بحكم الأمر الواقع منذ عام 1998 إلى جانب العاصمة الفعلية بليموث. يصل عدد سكانها إلى 1000 نسمة.

## تاريخ القرية
تم التخلي عن بليموث، العاصمة الرسمية لمونتسيرات الواقعة في جنوب الجزيرة، عام 1997 بعد أن دفنت اثر اندلاع  بركان سوفريير هيلز. بعدها، نقلت الحكومة مكاتبها إلى مبان تم بناؤها في بريدز عام 1998 لتصبح القرية هي العاصمة المؤقتة ومع الوقت أصبحت العاصمة بحكم الواقع. يتم تداول العديد من الأسماء المقترحة للعاصمة الجديدة التي يجري إنشاؤها الآن في منطقة «ليتل باي» منها اسم «بورت ديانا»، نسبة لـديانا، أميرة ويلز، و «سانت باتريك»، نسبة للقديس باتريك، لإحياء ذكرى انتفاضة 17 مارس ولجذب السياح الأميركيون من اصول ايرلندية.
في دورة الألعاب الاولمبية الصيفية لعام 2012 التي اقيمت في لندن، شاركت مدارس بريدز الابتدائية في «المشروع الخاص للسلام العالمي» بتقديم لحاف مطرز يدويا يرمز إلى السلام، يعتمد تصميم علم مونتسيرات.

## الجغرافيا

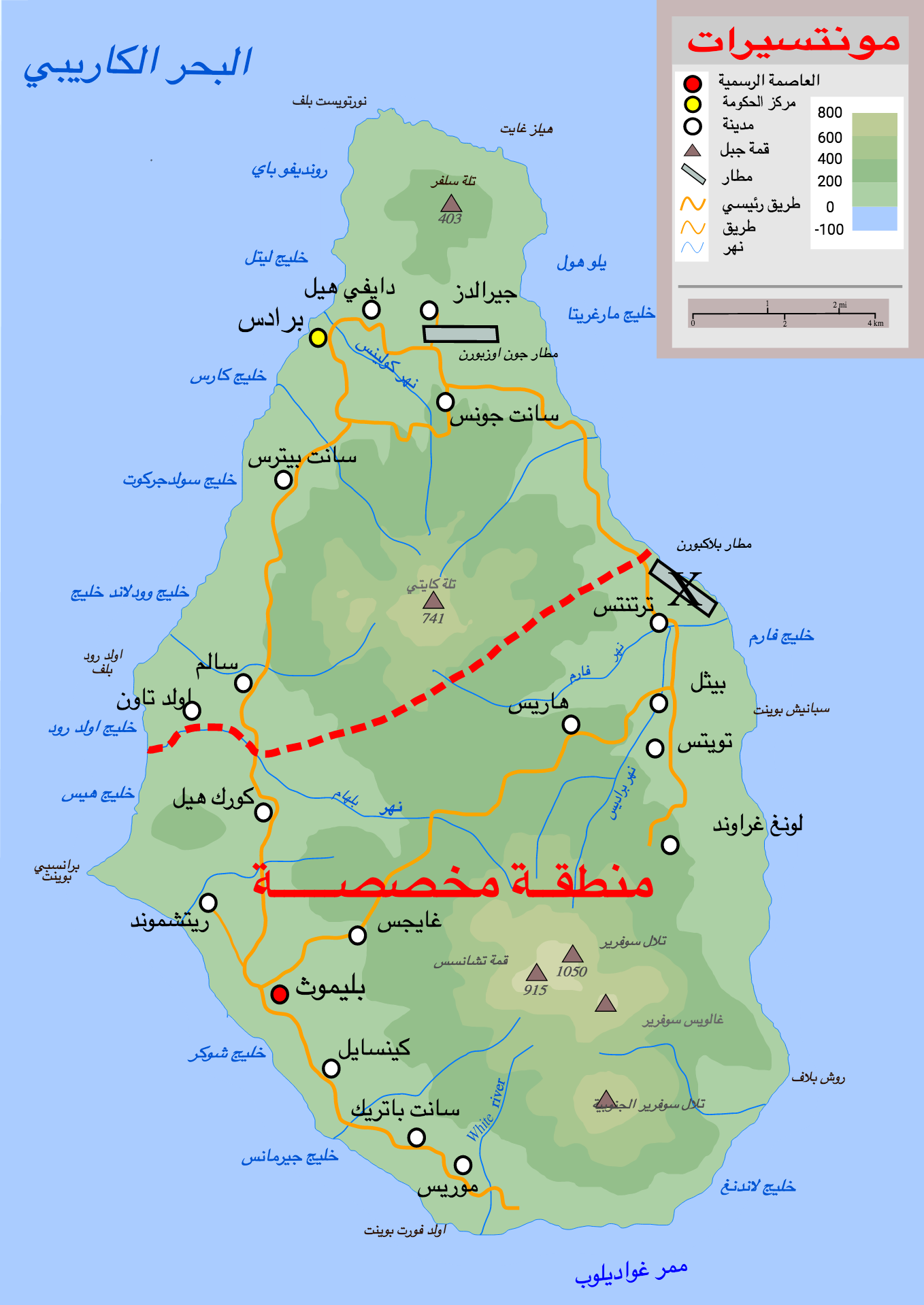
خريطة الجزيرة

تقع بريدز في الجزء الشمالي الغربي من جزيرة مونتسيرات إلى الشمال من سانت بيترز وخليج بانكام بالقرب من خليجي كار وليتل. يصل الطريق الرئيسي للجزيرة إلى خليج كار في أقصى الشمال ثم يتجه إلى وسط الجزيرة ناحية الجنوب الشرقي مارا بالمطار. تقع قرية «ديفي هيل» قبالة الطريق الرئيسي ناحية الشمال الشرقي. يمر نهر كولينز بين المستوطنات  ليصب في خليج «ليتل باي». والجدير ذكره ان طبيعة الجزيرة في وسطها هي جبلية تصل ذروة ارتفاعها إلى 403 م في قمة «سيلفر هيل».

## الاقتصاد
اشار «دليل فروميرز» بأن القرية هي كناية عن «مجتمع صغير صهر في شكل جديد يعتمد على النفس وعلى التعاون مع الأخرين بالتركيز حد ما على الأعمال التجارية ذات الصلة بزيارات عمال البناء البريطانية ووكالات الإغاثة الدولية». 
يوجد في الشارع الرئيسي لبريدز العديد من المحلات التجارية الصغيرة وفرع لبنك رويال بنك أوف كندا،  والمكاتب الحكومية، ومكتب للبريد ومكتبة وصيدلية. كما اتخذت شركة «ران أواي ترافيل»، أكبر وأشمل وكالة سفر في مونتسيرات، من بريدز كمركز رئيس لأعمالها. وكذلك فعلت شركة «غاز كرانت»، وشركة مونتسيرات للخطوط الجوية، ومجلس مونتسيرات للسياحة.، وغرف النائب العام. 
أشهر المطاعم في القرية تشمل كوخ «سوكا كابانا» الواقع على الخليج ويقدم اطباق الدجاج والسمك الحي على وقع موسيقى الريغي، وكوخ «بيبل بلايس» ومطعم «تيناس» الواقعين على الشارع الرئيسي للقرية ويقدمان  الكركند والهامبرغر، والروبيان المثوم، وفطائر قشطة جوز الهند وبيرة الزنجبيل.
تقع مكاتب الـ«سكوبا مونتسيرات»، المتخصصة بالغوص التابعة لنظام «بادي»، على الخليج بالقرب من مدخل الميناء وهي معلم ملحوظ للغوص في الجزيرة.

## وصلات خارجية
‌